# Регельсон, Лев Львович
Лев Льво́вич Регельсо́н (30 июля 1939, Калуга) — советский диссидент и публицист, автор книги «Трагедия Русской Церкви».
С 2000-х годов активист неканонической Апостольской православной церкви, а впоследствии клирик, член Синода и Председатель Синодальной комиссии АПЦ по вопросам вероучения и церковного устройства.

## Биография
С 1939 года жил в семье матери в деревне Аргуново Калужской области, близ Тихоновой пустыни. В 1946 году переехал к отцу в Москву.
С 1956 по 1962 год учился на физическом факультете МГУ на кафедре теоретической физики.
В 1962—1964 годах был участником общественной организации «Университет молодого марксиста» и нештатным инструктором ЦК ВЛКСМ.
В 1962—1966 годах работал в Институте источников тока (ВНИИИТ, в дальнейшем «Квант») в области полупроводниковых преобразователей энергии, в том числе для космических аппаратов. Подготовил диссертацию по нестационарным термоэлектрическим явлениям. По совместительству читал лекции в московском планетарии.
По собственному воспоминанию, 27 января 1965 года «мгновенно из неверующего превратился в верующего, мгновенно <…> студенческие каникулы, я готовился к докладу на семинаре по научному коммунизму на тему „Религиозные взгляды Достоевского“… После семинара ко мне подошли три студента, которые, как оказалось, были учениками отца Александра Меня. Они стали снабжать меня изданной на Западе религиозной литературой. Были сильнейшие мистические переживания, искушения — и во сне, и наяву…». 3 сентября 1965 года принял крещение на дому у протоиерея Александра Меня. Его первым духовником стал иерей Николай Эшлиман.
В 1966 году подал заявление о выходе из комсомола как атеистической организации. В связи с обвинением в том, что на церковной исповеди он мог выдать секретные сведения, был вынужден уволиться из ВНИИИТ и отказаться от защиты диссертации.
В 1966—1972 годы занимался активным богословским самообразованием под руководством Феликса Карелина, который, по отзыву Льва Регельсона, «привил мне вкус к византийскому, святоотеческому стилю мышления». Параллельно работал над книгой по истории Церкви после 1917 года.
С 1967 по 1973 год работал в НИИ медицинской техники. Написал диссертацию по физике кровообращения, но защита её была сорвана в связи с тем, что был разоблачён как «активный церковный деятель».
Накануне Поместного собора 1971 года священник Николай Гайнов, миряне Феликс Карелин, Лев Регельсон и Виктор Капитанчук составили обращение под названием «По поводу новоявленного лжеучения митр. Никодима (Ротова)», в котором подверглись критике богословские воззрения митрополита Никодима. Текст обращения был отпечатан на машинке в количестве около 100 экземпляров и разослан по почте всем правящим епископам Русской церкви. До 2007 года это обращение никогда и нигде не публиковалось, пока Лев Регельсон не выложил его на личном сайте.
С 1973 по 1978 год участвовал в правозащитной деятельности, специализируясь, в основном, на защите прав верующих. Был участником возникшего в 1974 году неофициального религиозно-философского семинара в Москве, которым руководил студент ВГИКа Александр Огородников.
Зарабатывая на жизнь и содержание большой семьи, написал, как сам утверждал, четыре кандидатские и две докторские диссертации для духовенства.
В 1977 году в парижском издательстве ИМКА-Пресс вышел его труд «Трагедия Русской Церкви. 1917—1945» с послесловием Иоанна Мейендорфа. Документальную базу издания составили материалы, собранные священниками Глебом Якуниным и Николаем Эшлиманом во время их работы над обращением к патриарху Алексию от 1965 года. Впоследствии эти материалы были дополнены собранием документов Михаила Губонина, которые были переданы Льву Регельсону без указания имени составителя. Ссылки на этот сборник в книге приведены как на анонимный.
В 1978 году Александр Огородников был арестован, после чего Лев Регельсон на короткое время стал руководителем семинара. По воспоминаниям очевидцев, взгляды Регельсона расходились с традиционным учением Церкви: он «судя по всему, считал, что спастись можно только в определённом географическом месте. Его „Дивеевым“ была Абхазия. <…> Так что семинар подстерегали две опасности: риск чрезмерной политизации и позже — риск сдвига в оккультную сторону. Разгром семинара носил промыслительный характер».
В 1980 году был арестован, девять месяцев провёл в следственном изоляторе КГБ в Лефортове по обвинению в «антисоветской агитации и пропаганде». 22 сентября 1980 года в Мосгорсуде началось слушание дела по обвинению Льва Регельсона по ст. 70 Уголовного кодекса РСФСР. Регельсону инкриминировались ряд документов Христианского комитета защиты прав верующих, письмо к христианам Португалии, обращение к делегатам 5-й Ассамблеи ВСЦ в Найроби, письмо в связи с высылкой А. Солженицына и др. Книга «Трагедия Русской церкви» ему не инкриминировалась. На суде Регельсон полностью признал себя виновным и выразил глубокое раскаяние. Он сказал, что «смешал религиозную деятельность с антисоветской» и «вошел в союз с такими политическими о общественными силами Запада, для которых идеалы Царства Божия чужды и безразличны». 24 сентября 1980 года суд приговорил его к пяти годам лишения свободы условно, и он был в зале суда освобождён из-под стражи.
С 1981 по 1985 год работал сторожем в церкви Сошествия Святого Духа на Даниловском кладбище. С 1985 по 1986 годы работал электрослесарем на Ростокинской камвольно-отделочной фабрике.
В 1988—1993 годах — автор, затем сотрудник редакции журнала «Наука и религия», который незадолго до прихода туда Регельсона «из злобно-антирелигиозного» стал позиционировать себя как «орган верующих и неверующих. Правда, под верующими подразумевались и поклонники оккультизма, астрологии, магии».
В 1990 году закончил работу над расширенным вариантом своего труда по истории Русской церкви — «Трагедия Русской Церкви. 1917—1953», однако книга была издана только в 2017 году.
С 1990 по 1994 год был генеральным директором Общества христианской культуры «Логос», специализировавшегося на издательской и просветительской деятельности. Две новых главы его книги по истории Церкви были частично опубликованы в церковной печати.
В 1992 году работал внештатным корреспондентом во время грузино-абхазского конфликта. Во время войны обменял квартиру в Москве на квартиру в Новом Афоне. 7 января 1993 года подал заявление с просьбой о предоставлении абхазского гражданства.
С 1993 по 1997 год в соавторстве с Игорем Хварцкия работал над книгой «Земля Адама», изданной в Сухуме в 1997 году.
С 1998 по 2005 год работал в качестве научного сотрудника Сухумского физико-технического института.
Присоединился к основанной Глебом Якуниным «Апостольской православной церкви» и на протяжении ряда лет являлся активным мирянином.
С 2005 по 2008 год — сотрудник нанотехнологической фирмы «Карбонлайт».
С июля 2008 года — член экспертного совета российской неправительственной организации «Институт инновационного развития».
После смерти Глеба Якунина в декабре 2014 года стал одним из неформальных лидеров Апостольской православной церкви. 10 мая 2015 года в Москве принял иерейское рукоположение от митрополита Ставропольского и Южно-Российского Кириака (Темерциди). По неизвестной причине информация о данной хиротонии не получила огласки.

## Публикации
- О реакциях интимы аорты в условиях её длительного зондирования // Кровообращение: приложение к журналу «Экспериментальная и клиническая медицина». — 1973. — Т 6. — С. 70-73. (в соавторстве с Т. А. Шмыревой, А. Н. Назиным и И. А. Медведевым)
- Да не будет у тебя иных богов // Вестник русского христианского движения. 1976. — № 117 (I). — С. 94-101.
- Идеал соборности и человеческая личность // Вестник русского христианского движения. — 1978. — № 124 (I). — С. 36-74
- «Завещание» патр. Тихона // Русское возрождение. 1978. — № 3. — С.66-70
- Кто такой «Ветхий днями»? // Наука и религия. — 1988. — № 9
  - Кто такой «Ветхий днями»? // «Академия Тринитаризма», М., Эл № 77-6567, публ. 14113, 29.12.2006
- Церковь в истории России // Путь Православия. М., 1993. — № 2. — C. 116—143.
- Церковь и сталинизм. Размышления о роли Сталина в рус. истории и истории Церкви // Просветитель. М., 1995. — № 2/3. — C. 144—179.
- Образ Святой Троицы в проекте Николая Федорова // «Академия Тринитаризма», М., Эл № 77-6567, публ.10428, 22.05.2003
- Религия Святой Троицы и единство человечества // «Академия Тринитаризма», М., Эл № 77-6567, публ.13330, 18.05.2006
- Специфика богословского и научного мышления // «Академия Тринитаризма», М., Эл № 77-6567, публ.13372, 31.05.2006 (в соавторстве с И. Хварцкия)
- Где спасалось Святое семейство? // Наука и религия, 2008. — № 3 — С. 24-27 (в соавторстве с И. Хварцкия)
- Толкователь Откровения Иоанна // Наука и религия, 2008. — № 10. — С. 39-40
- Есть ли жизнь без пищи? // Наука и религия, 2008. — № 12. — С. 14-17
- Хилиастические мотивы в учении Николая Федорова // «Служитель духа вечной памяти». Николай Фёдорович Фёдоров (к 180-летию со дня рождения) : сб. науч ст. — Ч. 1. — М.: Пашков дом, 2010. — С. 274—293.
- Христианский хилиазм и перспективы человеческой истории // Московский Сократ. Николай Федорович Федоров: сборник научных статей. — Москва : Академический проект, 2018. — С. 93-99

- Трагедия Русской Церкви, 1917—1945; послесл. Иоанна Мейендорфа. — Paris: YMCA-press, Cop. 1977. — 625, [4] с.
  - Трагедия Русской Церкви 1917—1945; авт. послесл. протопр. И. Мейендорф. — М. : Крутицкое патриаршее подворье, 1996. — 629 с. — (Материалы по истории Церкви; кн. 15).
  - Трагедия Русской Церкви, 1917—1945 / [послесл. Иоанна Мейендорфа]. — 3-е изд. — М.: Изд-во Крутицкого подворья: Об-во любителей церковной истории, 2007. — 640 с.
- Земля Адама / Лев Регельсон, Игорь Хварцкия. — Сухум: Изд.-полиграф. об-ние Респ. Абхазия, 1997. — 559 c.
- Трагедия Русской Церкви. 1917—1953: история крушения христианства в годы советской власти. — М.: Центрполиграф, 2017. — 413, [2] с. — ISBN 978-5-227-07496-6. — 2000 экз.

## Сочинения
- О новоявленном лжеучении митр. Никодима (Ротова). (1971, в соавторстве с иереем Николаем Гайновым, Феликсом Карелиным, Львом Регельсоном, Виктором Капитанчуком)
- Открытое письмо правительству СССР по поводу изгнания Солженицына. 1974
- «Трагедия Русской Церкви. 1917—1953» // рукопись, 1990
- Апокалипсис. Опыт художественного толкования. (1990 г., совместно с А. Мадекиным)
- Вечное и временное в церковных канонах. Выступление на Соборе Апостольской Православной Церкви, сентябрь 2008 г.
- Христианский хилиазм и перспективы человеческой истории. Доклад на Федоровской Конференции 8 декабря 2011 г., Москва.